# (37728) 1996 TG39
1996 TG39 (asteroide 37728) é um asteroide da cintura principal. Possui uma excentricidade de 0.24615170 e uma inclinação de 5.38271º.
Este asteroide foi descoberto no dia 8 de outubro de 1996 por Eric Walter Elst em La Silla.